# F.E.A.R.(видео игрица)
ФЕАР - Фирст Енкаунтер Асолт Рекон (First Encounter Assault Recon) је пуцачина из првог лица коју је развио Монолит Продукција (Monolith Productions), а објавио Вивенди. Објављена је 18. октобра 2005., са XБОX 360 (XBOX  360) и ПС3 (Play Station 3) портовима који су уследили 2006. и 2007. године.

## Радња
Прича игре се врти око натприродног феномена, који ФЕАР (измишљени тим специјалних снага) мора да води под контролом. Играч преузима улогу ФЕАР-овог Поинт Мен-а , који поседује надљудске рефлексе и бори се с војском клонираних војника, док у исто време открива тајне паранормалне претње у облику мале девојчице.

## Ликови

### Главни јунак
Поинт Мен је члан одреда специјалних снага америчке војске Фирст Енкаунтер Асолт Рекон и главни јунак у играма: ФЕАР: Фирст Енкаунтер Асолт, ФЕАР: Екстракшн Поинт и ФЕАР 3. Поинт Мен је први син Алме Вејд. Потврђено је да он има 30 година током догађаја првог дела серијала.
Поинт Ман-ове моћи биле су неочекиване за особље АТЦ-а (Armacham Technology Corporation), а његови брзи рефлекси су хируршки побољшани према наређењу председнице Армахам-а Женевив Аристајд, да надокнади губитке након што се није доказао као психички командант. Након што су операција и тест завршени, успомене на његово детињство су избрисане и он је на Аристајдин захтев послат у војску, а потом у ФЕАР. Са својим рефлексима који су сада далеко изнад људских стандарда, добија способност која је приказана у игри као свет који се "успорава" око њега (Slow Motion; успорен покрет). Док је у овом појачаном стању, рефлекси Поинт Ман-а су пет пута бржи од рефлекса нормалног човека, што значи да му се све чини као да се успорава за 5 пута када посегне да нациља; за то време, његово кретање и брзина пуцања су повећани отприлике три пута.
АТЦ Поинт Мен-у није дао право име јер нису хтели да он развије личност. Када је стављен у тим ФЕАР-а, никоме у тиму није речено његово право име и обавештени су да не треба да се мешају у то.
У почетку, улога Поинт Мена је да извиђа напуштени објекат, покушавајући да пронађе Пакстона Фетела.Како није успео да га ухвати на тој локацији, Поинт Мен и остатак ФЕАР тима се селе у постројење за пречишћавање воде, где је шпијунски сателит Ханнибал-3 поново ухватити сигнал са транспондера уграђеног у Фетелово тело. Тамо види Алму и Пакстона, сведочи многим смртима, али опет Фетел побегне и Поинт Ман је послан за њим на нову локацију - седиште АТЦ-а. Борећи се са репликама војника под контролом Фетела, Армахамових плаћеника и застрашујућих визија Алме, Поинт Мен покушава да спаси извршницу Алису Вејд. Коначно, Поинт Мен се инфилтрира у зграду Пројекта Ориџин и уништава га топљењем нуклеарног реактора који се налазио у истој. 

### Антагониста
“Најбољи негативци нису увек свемоћни, освајачки, одлучно зли типови. Неки од најзанимљивијих и најтрајнијих противника су двосмислени, противници који нису ту само да би их се плашили, већ и разумјели. Алма је једна од најбољих у овој категорији. Њени поступци су неоспорно застрашујући и осветољубиви, али за разлику од многих антагониста, она има заиста оправдане разлоге за освету.”
Алма Вејд је рођена 26. августа 1979. године . Њени родитељи били су Харлан и Елизабет Вејд. Алмина мајка је умрла током порођаја, остављајући њеног оца да брине о њој. Из неког разлога, Алма је била обдарена огромним психичким моћима, и као резултат тога, патила је од ноћних мора и негативне емоције људи који су је окруживали су утицале на њу. Њен отац је примиетио њене моћи недуго након рођења и одвео ју је у Корпорацију Армахам Технологије, када је имала 3 године, како би вршили експерименте на њој. Армахам је Алму убацио у Пројекат Парагон , где су је тестирали на сваку врсту психичке моћи, а она је прошла све тестове. Непрекидно су експериментисали на њој како би открили извор њених моћи. 
Када је Алма имала пет година, почела је да саботира експерименте, не сарађујући, у нади да ће компанија престати да експериментише на њој. Нешто касније, запалила је лабораторију у објекту Пројекат Ориџин и почела психички да напада научнике корпорације који су експериментисали на њој; њене жртве су почеле да имају живе ноћне море, нагле промене расположења и заблуде. Два дана пре свог осмог рођендана, 1987., стављена је у кому и закључана у Трезор , сферну структуру смештену дубоко унутар тајног објекта Ориџин, тиме је спречивши у коришћењу њених способности.
Током пројекта, научници су одлучили да експериментишу и виде да ли би њени потомци наследили моћ. Родила је први прототип, Поинт Мeн-а , када је имала само 15 година, а затим и други, Пакстона Фетела, годину дана касније. Алма је на крају спојила своју свест са Фетелом када је имао 10 година, што је изазвало први догађај зван Синхронизација (Synchronicity Event) што је навело АТЦ да у потпуности угаси Пројекад Ориџин и да "искључи Алму".
Одржавање живота је уклоњено из трезора када је Алма имала 26 година, због чега је АТЦ веровао да је мртва; међутим, њено присуство јавља се у виду њеног дуга (душе, енергије).

## Изглед и амбијент игрице
Хорорска тематика, која је кључни део ове игрице, инспирисана је стереотипичним елементима Јапанског хорора. Дизајнери ове игрице служе се непрестаним присуством и ефектима натприродног, као да је оно увек ту и да на играча вреба из сваког ћошка, што је један од разлога што се ова игрица сматра страшном; јер у свету хорор игрица, уобичајено је да се чудовишта или духови створе одједном и преплаше играча, док се у ФЕАР-у играчи могу у потпуности уживети у причу.
"Хорор је изузетно осетљив... можете га убити тиме што ћете ствари превише разјаснити и можете га поткопати са превише двосмислености“. Рекао је Крег Хубард, главни дизајнер игрице." Ово поприлично добро показује ко се крије иза квалитета ове игрице.
Звучни ефекти у ФЕАР-у су дизајнирани у стилу јапанских хорор филмова, где су се инжењери користили јефтиним методама прављења звука како би постигли аутентичност, користећи технике као што су превлачење метала преко различитих површина и снимање звукова пумпе.
Као и код звучних ефеката,  стварања музике за ФЕАР било је другачије у поређењу са просечним хорор играма; креатори су компоновали музику као реакцију на сцене, уместо да створе формулу која би самостално производила музику током игре. Уобичајено је да се у већини игара направи та општа формула за музику која може изазвати промену музике (нпр.) на основу тога у ком делу мапе се играч налази. У ФЕАР-у, дизајнери звука су желели да избегну предвидљивост.

## Остале игрице у франшизи
FEAR First Encounter Assault Recon
FEAR: Tačka ekstrakcije (FEAR: Ectraction Point)
FEAR: Persejev mandat (FEAR: Perseus mandate) 
FEAR 2: Poreklo projekta (FEAR: Project Origin)
FEAR 2: Preporođen (FEAR: Reborn)
FEAR 3 